# 文学修士 (オックスフォード・ケンブリッジ・ダブリン)
オックスフォード大学、ケンブリッジ大学、ダブリン大学で文学学士号を取得した者は、大学の構成員として6年または7年の年功序列（学部時代を含む）を経た後、申請により文学修士号（Master of Arts、または Master in Arts、MA）に昇格することができる。 そのため、この文学修士は学術的なランクであり、大学院の資格ではなく、学部教育以上の試験や勉学を必要としない。
この実践は、世界の他のほとんどの大学とは異なり、大学院でのさらなる研究や成果を反映したものである。そのため、その違いに注目して、オックスフォード大学MA、ケンブリッジ大学MA、ダブリン大学MAと呼ばれることもある。ただし、他大学の大学院の学位を取得する場合と同様に、一度修士に昇格した者は、アカデミックドレスの着用、学士に係る後書きの文字を使用したりすることができなくなる。文学修士の学位は別個に授与されるのではなく（例えば、文学学士に加えて）、ある学位を別の学位に変換したものとして扱われる。
オックスフォード大学、ケンブリッジ大学、ダブリン大学には、さらなる研究と試験を必要とする他の修士号（すなわち大学院）がある。これらには文学修士号（M.Litt.）、哲学修士号（M.Phil）、研究修士号（M.St.）、工学修士号（M.A.I.、または MEng）、理学修士号（M.Sc.）などがある。
古代スコットランドの大学では、特定の科目の卒業生に同名の学位が第一学位として授与される。

## 必要条件
3つの大学すべてにおいて、学士号は所定の経過後、または学術的地位的に必要とされると、即座に文学修士号として「摂取」することができる。追加の試験は必要ないが、教育機関によっては入学金が必要なところもある。
- オックスフォード大学：オックスフォード大学の学士号または美術学士号（BFA）を取得している者には、入学後21期目（通常は入学後7年目）以降に修士号を授与することができる[5]。例外として、哲学博士の学位を取得した学士号は、必要な期間が経過する前に、直ちに文学修士として受給することができる。
- ケンブリッジ大学：ケンブリッジ大学の学士号（BA）を保持している者には、少なくとも2年間保持していれば、最初の滞在期間終了後6年後に修士号を授与することができる[6]。また、ケンブリッジ大学を卒業していない者でも、大学やカレッジの上級職員に3年間の雇用期間を経て、修士号を授与することができる。
- ダブリン大学：ダブリン大学の学士号（または9学期以上滞在した後の他の学士号）を3年以上保持していれば、誰でも修士号を取得することができる。受講料（2012年は637ユーロ）を支払う必要があるが、50年以上の卒業生の場合は免除される[7]。

オックスフォード、ケンブリッジ、ダブリンのいずれかの大学で修士号を取得した者は、3 つの大学間で認められているアド・エウンデム学位（Ad eundem gradum）に従って、他の2つの大学のいずれかで、追加の審査なしに同等の学位を授与することができる。ダブリン大学トリニティ・カレッジの理事会は、現在、アド・エウンデム学位の対象を、ダブリンの教職員の有資格者、またはダブリンの高等教育機関への登録を希望する者に限定している。ケンブリッジ大学では、「大学の一員として入学した者」を対象とした授与を制限している。オックスフォード大学は、研究課程を履修している者、またはオックスフォード大学で何らかの教育的役割を果たしている者、または「大学またはその一員に価値ある貢献をした者」を志願者としている。